# Indio
Indio er et mexicansk ølmærke af type lagerøl som produceres af Cervecería Cuauhtémoc Moctezuma. Ølmærket hed oprindeligt Cerveza Cuauhtémoc, men skiftede navn på grund af at en indianer afbilledet på etiketten, fik folk til at spørge efter en «Indio».